# Chrysocraspeda rosulenta
Chrysocraspeda rosulenta là một loài bướm đêm trong họ Geometridae.